# Salinenstraße 8 (Bad Kissingen)

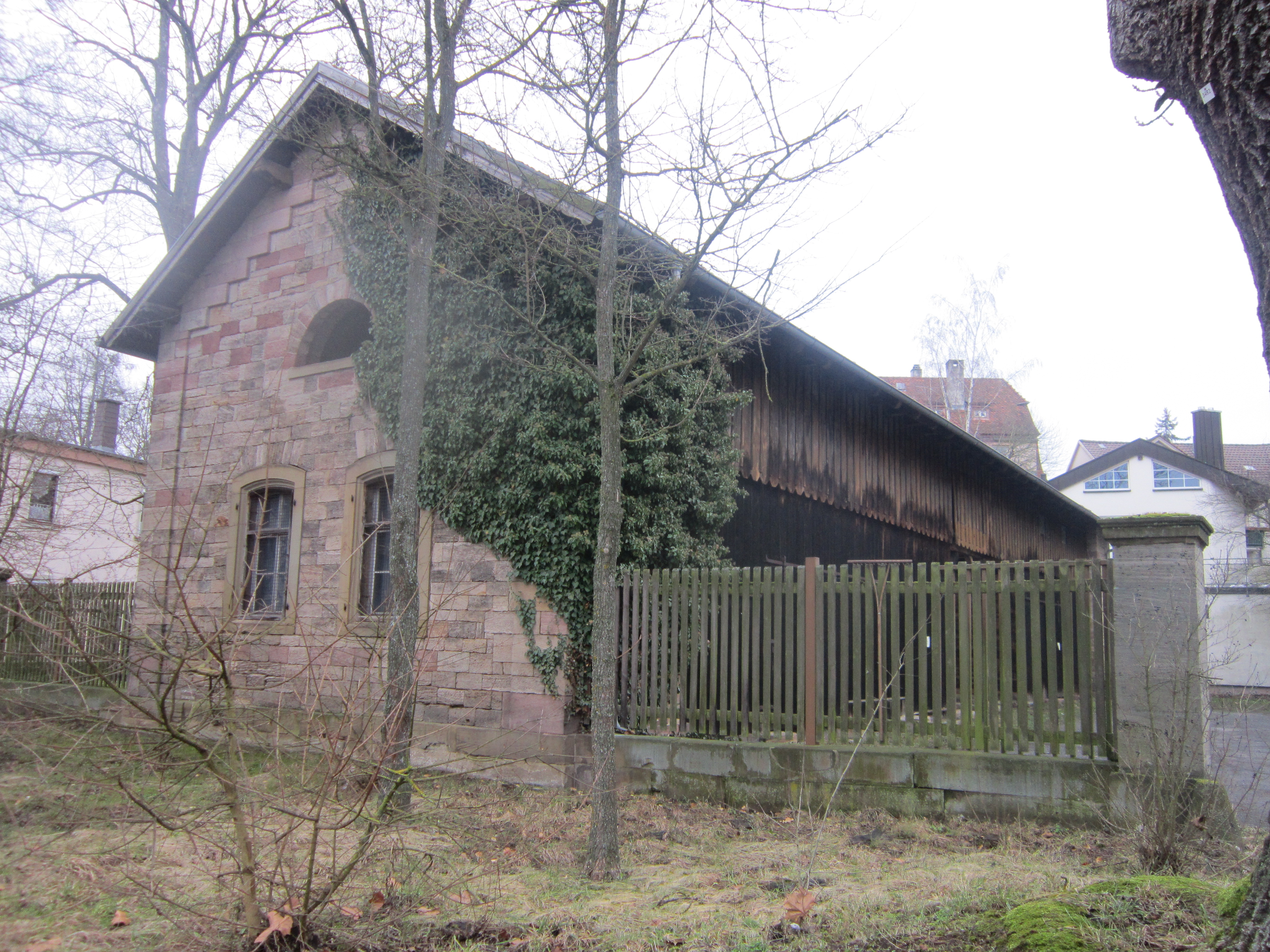
Salinenstraße 8 in Bad Kissingen

Das ehemalige Solereservoir Salinenstraße 8 in der Salinenstraße in Bad Kissingen, der Großen Kreisstadt des unterfränkischen Landkreises Bad Kissingen, gehört zu den Bad Kissinger Baudenkmälern und ist unter der Nummer D-6-72-114-336 in der Bayerischen Denkmalliste registriert.

## Geschichte
Das aus Giebelmauern, Sandstein und Holzkonstruktion bestehende Gebäude wurde im Jahr 1851 von Architekt Knorr als eingeschossiger Satteldachbau errichtet.
Vor 1834 hatten die Besitzer von Privathäusern und Pensionen für ihre Badegelegenheiten die Sole mittels Fasswagen und Pferdefuhrwerk an der Unteren Salinen abholen lassen. Am Ort angekommen, wurde die Sole von Mägden und Knechten in Butten oder Eimern auf die Zimmer oder in die Badekabinette gebracht. So gab es bspw. 1865 in Kissingen neben dem Hotelangebot von knapp 360 Zimmern und Salons weitere 1.734 Zimmer mit 247 Badekabinetten in Pensionen und von privat. Ab 1837 gab es für die Fuhrwerke die Möglichkeit, die Badesole aus einem am Kurpark befindlichen Reservoir zu entnehmen. Da hier jedoch schon ab 5 Uhr Früh Lärm und Pferdegetrappel die Bewohner der umliegenden Hotels gestört haben, erhielt der damalige Salineninspektor Joseph (von) Knorr infolge der Entschließung der kgl. Regierung von Unterfranken und Aschaffenburg vom Kämmerer des Innern 1850 den Auftrag, ein Reservoir zu errichten, das die effiziente Abfüllung von Fasswagen ermöglichte. Das auf 30 Eichensäulen stehende Reservoir war in der Lage, 150 Kubikmeter Sole aufzunehmen und gleichzeitig an neun Fuhrwerke abzugeben. Es war an die Gärtner´sche gusseiserne Leitung von 1837 angeschlossen, das die Salinenstraße entlang von der Unteren Saline bis zum Kurgarten verlaufen ist. Nach etwa 20 Jahren wurde der Betrieb des Reservoirs eingestellt, da die Badekur in Privatzimmern und Pensionen anlässlich der Konkurrenz durch moderne mondäne luxuriöse Badeanstalten wie das Luitpoldbad z. B. nicht mehr attraktiv gewesen ist.

## Joseph von Knorr
Der Architekt Joseph von Knorr wurde am 10. Juli 1809 in München geboren. Er war verheiratet mit Emilie Knorr (geb. Weber) und hatte drei Kinder: Adalbert (* 1839 in Traunstein), Pauline (* 1841 in Berchtesgaden) und Theodor (* 1845 in Kissingen).
Joseph Knorr studierte zwischen 1829 und 1832 Rechts- und Cameral-Wissenschaften in München. 1833 legte er die Concursprüfung im Berg- und Salinenbau ab. Danach war er Salinenpraktikant bei der General-Bergwerks- und Salinenadministration in München. In dieser Eigenschaft bereiste er Salinen und Bergwerke in Deutschland und Europa und studierte u. a. an der TU Freiberg. 1836 wird er in Sonthofen beim Königlich Bayerischen Hüttenwerk als Salinen-Praktikant eingesetzt. Ab 1838 ist er tätig als Sudfactor beim Hauptsalzamt in Traunstein. Ab 1839 wird Knorr als Bergmeister nach Berchtesgaden versetzt. Im Jahr 1843 kommt Knorr nach Kissingen, wo er sich Verdienste erwirbt um den Ausbau des Königlichen Salinenbades und weitere Bohrungen der Schönbornquelle. Er führt zahlreiche Maßnahmen zur Verbesserung von Wirtschaftlichkeit und Produktivität bei der Salzsiederei ein. Im Jahr 1851 geht das Solereservoir in Betrieb. 1850 erhält Joseph Knorr das Ritterkreuz des Verdienstordens vom heiligen St. Michael. Im Jahr 1855 geht Knorr als Oberberg- und Salinenrath nach München. Sein Nachfolger in Kissingen wird J. N. Martin.
1864 wird Joseph Knorr als Ministerialreferent in das Finanzministerium versetzt. Am 1. Juli 1869 wird er zum ersten Direktor des neu geschaffenen Oberbergamts ernannt. 1874 erhält er den Orden der Bayerischen Krone, der mit Erhebung in den persönlichen Adelsstand verbunden ist. Ab diesem Zeitpunkt heißt er von Knorr. Kissingen wird am 14. April 1883 von König Ludwig II. zum Bad erhoben. 1879 wir Joseph von Knorr in den Ruhestand versetzt. Er stirbt in München am 18. Oktober 1890.

## Sanierung und Ertüchtigung
Der Freistaat Bayern hat das Solereservoir im Jahr 2018 verkauft. Es ist zwischen etwa 1870 und dem Verkauf als Lager- und Abstellhalle genutzt worden. Leider ist die Inneneinrichtung (Zwei Holztanks im Dachgeschoss mit je 75 Kubikmeter Sole Fassungsvermögen sowie die dazugehörigen gusseisernen Rohre) verloren gegangen. Die neuen Eigentümer haben das Gebäude zwischen 2021 und 2023 saniert und als Wohnhaus mit Einliegerwohnung einer neuen Nutzung zugeführt. Das Haus wurde nach modernen Vorgaben gedämmt und mit einer PV-Anlage mit Wärmepumpe und Fußbodenheizung versehen. Die Holzkonstruktion auf Eichenpfosten ist weitestgehend sichtbar geblieben, was den Räumen ein besonderes Ambiente verleiht. Damit konnte das Gebäude aus der Vergangenheit in die Gegenwart und Zukunft geholt werden, denn nur belebte Denkmäler sind vor dem Verfall geschützt. Ein Gebäudeteil soll so weit wie möglich dem Urzustand angenähert und als musealer Bereich für Ausstellungen und Veranstaltungen im kleinen Rahmen genutzt werden.